# Torre del Lungarno Pacinotti
La cosiddetta Torre del Vittoria è una delle torri medievali meglio conservate di Pisa, oggi incorporata nell'edificio dell'Hotel Royal Victoria. 
Per vedere la torre, si deve accedere all'hotel, considerando che la facciata principale un tempo dava su una via pubblica, parallela al lungarno, dagli Anni Venti incorporata nella proprietà dell'albergo. 
L'edificazione dell'alta torre a pianta quadrata risale alla metà dell'XI secolo ed è caratterizzata da un rivestimento a bozze squadrate ai primi due piani e da un più semplice laterizio eterogeneo a vista per gli ultimi tre.

## Descrizione
Accedendo sulla terrazza più alta dell'albergo, è possibile vedere il retro - lato lungarno - della sommità della torre, con un ulteriore livello, interrotto, di finestre tamponate a mattoni.  
Al pian terreno è presente un grande portale architravato, frutto di interventi più recenti (anche perché il piano del calpestio medievale era molto più in basso), mentre al piano superiore si possono ancora vedere, sebbene tamponati e sostituiti da finestre, i due portali che dovevano essere il vero ingresso della torre, raggiungibile solo da scale lignee esterne, tramite ballatoi. Le finestre dei piani superiori non sono tutte originali, ma alcune coperte da arco sono comunque state realizzate copiando il modello di quelle più antiche. 
Numerose sono le buche pontaie sulla superficie e inoltre dovevano probabilmente esistere dei ballatoi esterni in legno che correvano almeno ai piani inferiori.
La torre viene spesso confusa con la "Torre dei Vinajoli", detta la "Torre della Vittoria", detta anche "Torre della Sapienza". L'Università de' Vinajoli in essa aveva sede e teneva taverna e locanda, da cui ebbe origine l'attuale albergo. L'antica locanda, fu denominata "alla Vittoria" quando, conquistata la città, vi fu issato il Marzocco, simbolo di Firenze. La torre venne detta della Sapienza quando vi venne inserita una cella campanaria dotata di una delle campane delle Sette Virtù, la Sapienza appunto, precedentemente poste sul Campanile del Duomo. All'epoca, nei locali fu istituito il Collegio Vittoriano, uno dei nuclei originari dell'Università degli studi di Pisa. Anche questa torre è incorporata nell'attuale Hotel Royal Victoria.